# Esperanca (tiểu vùng)
Esperanca là một tiểu vùng thuộc bang Paraíba, Brasil. Tiều vùng này có diện tích 275 km², dân số năm 2007 là 48168 người.